# ناباکوف ۷۲۳۲
سیارک ۷۲۳۲ (به انگلیسی: 7232 Nabokov، نامگذاری:1985UQ) هفت هزار و دویست و سی و دومین سیارک کشف شده‌است که در ۲۰ اکتبر ۱۹۸۵ کشف شد.
قدر مطلق سیارک برابر ۱۴٫۶۰ است.